# Сноувил (Јута)
Сноувил (енгл. Snowville) град је у америчкој савезној држави Јута.

## Демографија
По попису из 2010. године број становника је 167, што је 10 (-5,6%) становника мање него 2000. године.
| Група             | 2000.       | 2010.       |
| Белци             | 142 (80,2%) | 123 (73,7%) |
| Афроамериканци    | 0 (0,0%)    | 1 (0,6%)    |
| Азијати           | 1 (0,6%)    | 0 (0,0%)    |
| Хиспаноамериканци | 34 (19,2%)  | 41 (24,6%)  |
| Укупно            | 177         | 167         |